# Camptocosa texana
Espèce
Camptocosa texana est une espèce d'araignées aranéomorphes de la famille des Lycosidae.

## Distribution
Cette espèce est endémique des États-Unis. Elle se rencontre au Texas dans le comté de Kleberg et en Arizona dans le comté de Cochise.

## Description
Le mâle holotype mesure 5,98 mm et les femelles décrites par Slowik et Cushing en 2008 6,4 mm.

## Étymologie
Son nom d'espèce lui a été donné en référence au lieu de sa découverte, le Texas.

## Publication originale
- Dondale, Jiménez & Nieto, 2005 : A new genus of wolf spiders from Mexico and southern United States, with description of a new species from Texas (Araneae: Lycosidae). Revista Mexicana de Biodiversidad, vol. 76, p. 41-44 (texte intégral).